# Касуто, Муджанджае
Муджанджае Касуто (англ. Mujandjae Kasuto; 25 ноября 1985) — боксёр-любитель, выступающий за Намибию, участник Летних Олимпийских игр 2008 года в весовой категории до 69 кг и 2012 года в категории до 75 кг.

## Карьера
На Олимпиаде-2008 на первом же круге проиграл российскому боксёру Андрею Баланову (5-8).
На Олимпиаде 2012 года в Лондоне победил таджика Собирджона Назарова (11-8). Но на втором круге проиграл венгру Золтану Харче со счетом 7-16.